# Leslie Odom Jr.

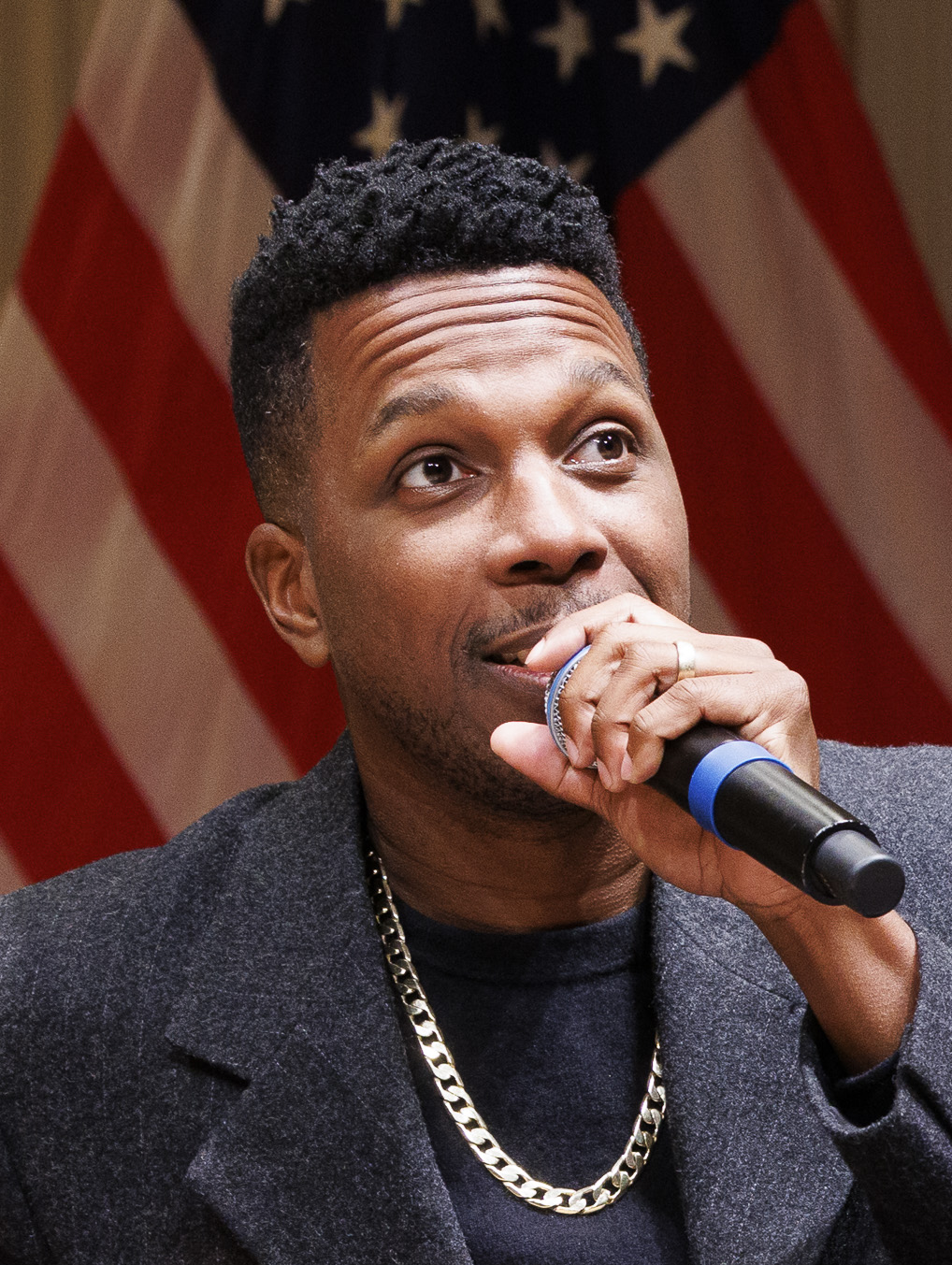
Leslie Odom Jr. (2024)

Leslie Odom Jr. (* 6. August 1981 in Queens, New York) ist ein US-amerikanischer Filmschauspieler, Musicaldarsteller, Produzent und Sänger. Größere Bekanntheit erlangte der Grammy- und Tony-Award-Preisträger für seine Rolle von Aaron Burr in dem Musical Hamilton.

## Leben
Leslie Odom Jr. wurde in New York geboren, wuchs aber mit seinen Eltern und seiner kleinen Schwester in Philadelphia auf. In Pittsburgh besuchte er die Carnegie Mellon University. Nach seinem Abschluss dort im Jahr 2003 zog er nach Los Angeles.
Nach ersten Fernsehauftritten in zwei Folgen von The Big House in der Rolle von Lamont und in neun Folgen von CSI: Miami folgten Engagements in den Serien Vanished und Big Day. Seine erste Rolle in einem Spielfilm erhielt er in Anthony Hemingways Red Tails. Es folgten größere Rollen in den Fernsehserien Smash, Person of Interest und Law & Order: New York.
Odom ist auch im Musiktheater aktiv. Unter anderem wirkte er in Los Angeles und auf dem Broadway am Musical Leap of Faith (2010 und 2012), Off-Broadway am Musical Venice (2013) mit.
In dem Musical Hamilton von Lin-Manuel Miranda über das Leben des amerikanischen Gründervaters Alexander Hamilton übernahm Odom die Hauptrolle des Aaron Burr, Freund und Gegenspieler von Hamilton. Odom war auch an dem 2015 veröffentlichten, gleichnamigen Album beteiligt, das Aufnahmen der Broadway-Inszenierung des Musicals enthält. Für das Lied Alexander Hamilton erhielt er im UK eine Platin-Schallplatte, für Wait For It und Aaron Burr Sir jeweils eine Goldene Schallplatte und für Guns And Ships, Non-Stop, Right Hand Man, A Winter’s Ball, The Room Where It Happens, Dear Theodosia, Say No To This, Ten Duel Commandments und Washington On Your Side jeweils eine Silberne Schallplatte.

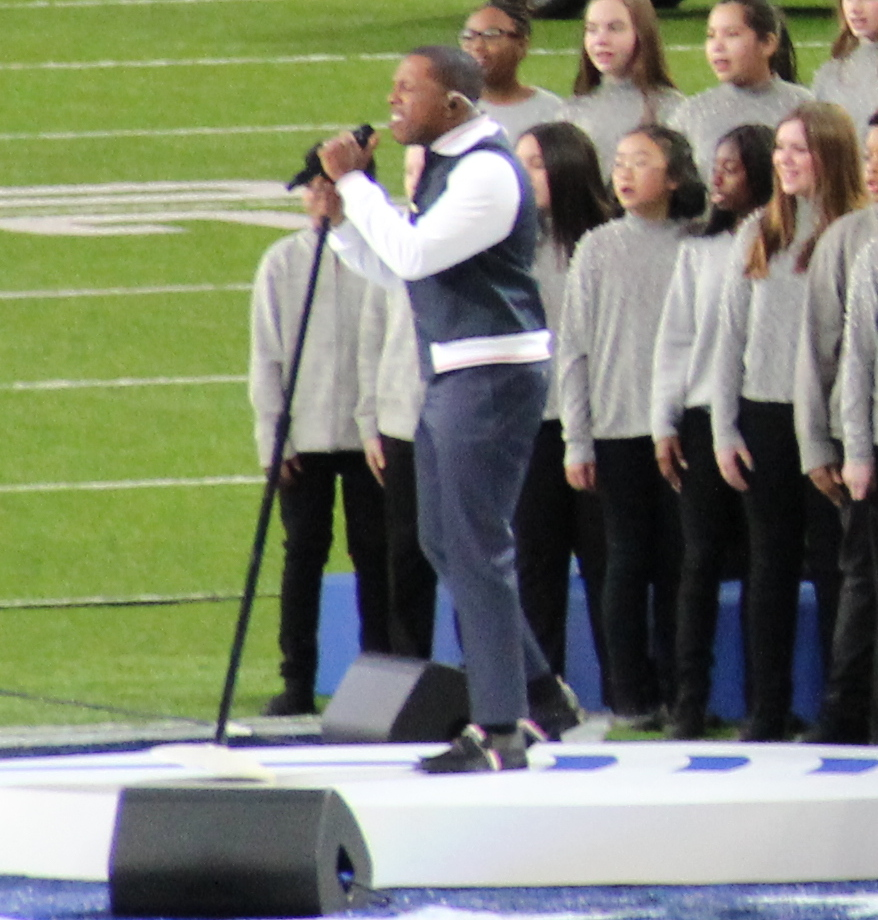
Odom singt America the Beautiful vor dem Super Bowl LII

2014 veröffentlichte Leslie Odom Jr. sein gleichnamiges Solo-Album. Es enthielt überwiegend Stücke aus Musicals und wurde 2016 mit veränderter Tracklist neu herausgebracht. Im gleichen Jahr erschien Simply Christmas mit Jazz-Versionen amerikanischer Weihnachtslieder, und 2019 das Album Pop- und RnB-Album Mr.
Anlässlich der Eröffnung der US Open am 29. August 2016 im Arthur Ashe Stadion in New York City sang Odom gemeinsam mit Phil Collins dessen Song Easy Lover. Auch in der Victoria’s Secret Fashion Show hatte er einen Auftritt.
In Kenneth Branaghs Mord im Orient Express aus dem Jahr 2017 übernahm er die Rolle von Dr. Arbuthnot, in Takashi Doschers Science-Fiction-Drama Only die Hauptrolle von Will.
Anfang Februar 2018 beim Super Bowl LII sang Odom unmittelbar vor dem Anstoß des Spiels America the Beautiful, während Pink die US-amerikanische Nationalhymne sang.
In Thomas Kails Hamilton, einer Filmaufnahme des Musicals, war Odom wieder als Burr zu sehen. 2020 gewann er beim Down Beat Critics Poll 2020 als bester männlicher Sänger in der Kategorie Rising Star.
In dem Filmdrama One Night in Miami von Regina King aus dem Jahr 2020 ist er in der Rolle von Sam Cooke zu sehen, was ihm eine Oscar-Nominierung einbrachte. Neben einigen Liedern von Cooke, die Odom im Film singt, steuerte er gemeinsam mit Sam Ashworth auch den Song Speak Now für den Film bei.
Im Sommer 2021 wurde Odom Mitglied der Academy of Motion Picture Arts and Sciences.

## Filmografie (Auswahl)
- 2003–2006: CSI: Miami (Fernsehserie, 9 Folgen)
- 2006: Vanished (Fernsehserie, 10 Folgen)
- 2008: Grey’s Anatomy (Fernsehserie, 1 Folge)
- 2012: Red Tails
- 2012–2013: Smash (Fernsehserie, 23 Folgen)
- 2013–2014: Person of Interest (Fernsehserie, 8 Folgen)
- 2013–2015: Law & Order: Special Victims Unit (Fernsehserie, 7 Folgen)
- 2017: Mord im Orient Express (Murder on the Orient Express)
- 2019: Only
- 2019: Harriet – Der Weg in die Freiheit (Harriet)
- 2019: Stucco (Kurzfilm)
- 2020: Central Park (Fernsehserie, Stimme)
- 2020: Hamilton
- 2020: One Night in Miami
- 2021: Music
- 2021: The Many Saints of Newark
- 2021: Needle in a Timestack
- 2022: Glass Onion: A Knives Out Mystery
- 2022–2023: Abbott Elementary (Fernsehserie, 2 Folgen)
- 2023: Der Exorzist – Bekenntnis (The Exorcist: Believer)

## Diskografie
Alben

| Jahr | Titel               | Höchstplatzierung, Gesamtwochen, AuszeichnungChartsChartplatzierungen (Jahr, Titel, Platzierungen, Wochen, Auszeichnungen, Anmerkungen) | Anmerkungen                            |
| Jahr | Titel               | US | Anmerkungen                            |
| ---- | ------------------- | --- | -------------------------------------- |
| 2014 | Leslie Odom Jr.     | US147 (1 Wo.)US | Erstveröffentlichung: 12. August 2014  |
| 2016 | Simply Christmas    | US31 (5 Wo.)US | Erstveröffentlichung: 24. Oktober 2017 |
| 2019 | Mr                  | — | Erstveröffentlichung: 8. November 2019 |
| 2020 | The Christmas Album | — | Erstveröffentlichung: 6. November 2020 |

Soundtrack-Alben
- 2012: Leap of Faith: The Musical
- 2014: Venice
- 2015: Hamilton

## Auszeichnungen (Auswahl)
British Academy Film Award
- 2021: Nominierung als Bester Nebendarsteller (One Night in Miami)[12]

Critics’ Choice Movie Award
- 2021: Nominierung als Bester Nebendarsteller (One Night in Miami)

Down Beat Critics Poll
- 2020: Sieger als Rising Star in der Kategorie Bester Sänger

Emmy
- 2021: Nominierung als Bester Hauptdarsteller – Miniserie oder Fernsehfilm (Hamilton)

Golden Globe Award
- 2021: Nominierung als Bester Nebendarsteller (One Night in Miami)

Grammy Award
- 2016: Auszeichnung mit dem Grammy Award for Best Musical Theater Album (für Hamilton, als Teil des Original Broadway Cast)
- 2022: Nominierung als Best Song Written for Visual Media („Speak Now“ aus One Night in Miami)[13]

NAACP Image Award
- 2020: Nominierung als Bester Nebendarsteller (Harriet – Der Weg in die Freiheit)[14]

Oscar
- 2021: Nominierung als Bester Nebendarsteller (One Night in Miami)
- 2021: Nominierung als Bester Filmsong („Speak Now“ aus One Night in Miami)

San Francisco International Film Festival
- 2020: Auszeichnung mit dem Special Award in der Kategorie Ensemble Performance (für One Night in Miami, gemeinsam mit Kingsley Ben-Adir, Eli Goree und Aldis Hodge)[15]

Screen Actors Guild Award
- 2021: Nominierung als Bester Nebendarsteller (One Night in Miami)[16]

Tony Award
- 2016: Auszeichnung als Bester Hauptdarsteller in einem Musical (in Hamilton)